# حرب جنوب أوسيتيا 1991-1992
حرب جنوب أوسيتيا هي حرب أهلية حدثت في جورجيا بين القوات الجورجية مع بعض القوميين الجورجيين في ضد قوات أوسيتيا الجنوبية مع القوميين الأوسيتيين وذلك من أجل انفصال أوسيتيا الجنوبية من جورجيا وبأن تكون جمهورية إقليمية مستقلة عن جورجيا وكان الأوسيتيين مدعومين من قبل القوات الروسية بدئت هذه الحرب في يوم 5 يناير من عام 1991 قبل انحلال الاتحاد السوفيتي وقبل استقلال جورجيا وانتهت في يوم 22 يونيو 1992 بعد توسط روسي لوقف إطلاق النار والنتيجة كانت أن أوسيتيا الجنوبية أصبحت جمهورية مستقلة لكن تحت اعتراف دولي بأنها جزء من جورجيا.

## خلفية
تحالف سكان جنوب أوسيتيا مع البلاشفة عقب سقوط نظام القيصر الحاكم في روسيا، وشاركوا في الحرب ضد دولة جورجيا المستقلة الجديدة. انتصرت جورجيا في البداية، ولكن في عام 1921 احتل الجيش الأحمر جورجيا. أضحت أوسيتيا الجنوبية مقاطعة (أوبلاست) تتمتع بحكم ذاتي تابعة لجمهورية جورجيا السوفيتية الاشتراكية. اتسمت العلاقات بين الأوسيتيين والجورجيين بالسلم خلال فترة الاحتلال السوفيتي، وازدادت وتيرة التزاوج بينهما والعلاقات المتبادلة.
قُدر عدد سكان جنوب أوسيتيا في عام 1989 بنحو 98,000، 66.61% منهم أوسيتيون، و29.44% منهم جورجيون. بالإضافة إلى هؤلاء، عاش قرابة 99,000 فرد أوسيتي آخر في ما تبقى من جورجيا.
بحلول نهاية عام 1991، أي وقت سقوط الاتحاد السوفيتي، صارت جورجيا دولة مستقلة من جديد بقيادة زفياد جامساخورديا الذي كانت أجندته موجهة ضد السياسات السوفيتية، ولكن أفعاله كانت تؤثر سلبًا على الأقليات في جورجيا في كثير من الأحيان. وفي ذات الوقت، أبدى سكان جنوب أوسيتيا طموحاتهم القومية، إذ طالب المجلس الأعلى لجنوب أوسيتيا بتغيير وضع جنوب أوسيتيا لتصبح جمهورية مستقلة، ولكن مجلس جورجيا الأعلى اعتبر ذلك أمرًا غير مشروع. وفي 23 ديسمبر 1989، نظّم جامساخورديا مظاهرة احتجاجية جورجية في تسخينفالي، عاصمة جنوب أوسيتيا، ولكن سكان جنوب أوسيتيا أغلقوا الطرق اعتراضًا على تلك المظاهرة. اندلعت اشتباكات عنيفة أدت إلى إصابة عدة أشخاص. وفي خلال الشهور التالية شرع سكان جنوب أوسيتيا في تسليح أنفسهم.
فاز جامساخورديا بانتخابات المجلس الجورجي الأعلى عام 1990 التي قاطعها الأوسيتيون. وفي المقابل نظم الأوسيتيون انتخابات لإقامة برلمان جنوب أوسيتيا. استجاب مجلس جورجيا الأعلى لذلك بالتصويت لصالح إلغاء وضع أوبلاست جنوب أوسيتيا المستقلة باعتبارها وحدة إدارية منفصلة. وبحلول نهاية عام 1990، ساءت أوضاع الجورجيين في مدينة تسخينفالي بصفة حادة. وفي ديسمبر 1990 أعلنت العاصمة الجورجية تبليسي حالة الطوارئ في جنوب أوسيتيا، وبعثت الحكومة جنود وزارة الدفاع الروسية والروسية إلى جنوب أوسيتيا. عُين قائد قوات وزارة الدفاع الجورجية عمدة مدينة تسخينفالي. فرضت جورجيا كذلك حصارًا اقتصاديًا على جنوب أوسيتيا. أضحى النزاع العسكري أمرًا وشيكًا.

## الأطراف المتخاصمة
تألفت قوات جنوب أوسيتيا من الميليشيات ومتطوعي شمال أوسيتيا وعدة مناطق أخرى في شمال القوقاز، ومعظم معداتهم وأسلحتهم كانت أسلحة سوفيتية قديمة تخلى عنها السوفييت عقب تفكك الاتحاد السوفيتي. اتهم رئيس جورجيا السابق، إدوارد شيفردنادزه، روسيا بالتدخل العسكري في النزاع. وفي ذات الوقت ادعى الأوسيتيون أن الجيش الروسي والشرطة الروسية تقاعست عن حماية السكان المحليين المدنيين من الهجمات الجورجية على تسخينفالي والقرى الأوسيتية المحيطة بها. ادعى الجانب الجورجي أن الفيدرالية الروسية قدمت مساعدات عسكرية لجنوب أوسيتيا سرًا.
في مستهل عام 1990، لم تتجاوز قوات جنوب أوسيتيا 300–400 رجلًا مسلحًا. ولكن في خلال ستة أشهر ازداد عدد جنود جنوب أوسيتيا إلى 1,500 جندي مقاتل بالإضافة إلى 3,500 جندي احتياط. كانت قوات جورجيا في وضع أضعف بكثير. تألفت قوات جورجيا من بضعة مُسلحين جورجيين لا يرتقي مستوى تدريبهم أو أسلحتهم إلى مستوى أعداءهم. كان من المفترض أن يكون جيش جورجيا مكونًا من 12,000 ألف جندي مُجند بالإجبار، ولكن نظرًا للضائقة المالية التي عانتها جورجيا تألف الجيش من جنود متطوعين فقط.